# 음력 8월 27일
음력 8월 27일은 음력 8월의 27번째 날이다.

## 사건
- 1597년 - 어란포 해전 발발.

## 문화
- 1744년 - 조선 영조 20년, 《속오례의》가 완성되자 이종성(李宗城)과 윤광소(尹光紹)가 모시어 바치다.
- 1997년 - 대한민국, 1998 프랑스 월드컵 아시아 예선전서 일본을 꺾어 월드컵 본선 4회연속 진출 성공.
- 1999년 - 대한민국 인천광역시에서 인천 도시철도 1호선 개통됨(박촌 ~ 동막).

## 탄생
- 기원전 551년 - 중국 제일의 사상가이자 유교의 창시자 공자.
- 1970년
  - 대한민국의 희극인, 방송인 박명수.
  - 대한민국의 희극인 김현철.

## 사망
- 2017년 - 대한민국의 배우, 가수 황치훈.

## 같이 보기
- 음력 360일: 1월 2월 3월 4월 5월 6월 7월 8월 9월 10월 11월 12월
- 전날:8월 26일 다음날:8월 28일 - 전달:7월 27일 다음달:9월 27일
- 양력:8월 27일
- 음력, 윤달